# Лене, Жозеф
виконт Жозеф-Анри-Жоаким Лене (1767—1835) — французский политический деятель, адвокат по профессии.
С 1808 г. член законодательного корпуса. Своим участием в составлении адреса, требовавшего в декабре 1813 г. мира и свободных учреждений, навлёк на себя гнев Наполеона и вынужден был удалиться в Бордо.
В эпоху реставрации он примкнул к Бурбонам, во время 100 дней удалился в Голландию вместе с герцогиней Ангулемской; после возвращения Людовика XVIII был президентом палаты депутатов и несколько раз министром.
Особенным влиянием пользовался в первом кабинете Ришельё, считаясь между роялистами человеком сравнительно либеральных воззрений. В начале 1820-х годов сблизился с правой стороной. Во время июльской монархии сохранил место в палате пэров.